# Comunidade francesa da Bélgica
Pronunciação
A Comunidade francesa da Bélgica (francês: Communauté française de Belgique), também conhecida como Comunidade Valônia-Bruxelas, é uma das três comunidades lingüísticas da Bélgica. Sua sede se encontra em Bruxelas e opera dentro das regiões belgas de Bruxelas e Valônia.
A Comunidade não designa a um território, sim a comunidade de pessoas que se comunicam em francês e que vivem nas áreas de onde a Comunidade tem competências. A Comunidade francesa dispõe de instituições próprias: parlamento e governo, e exerce suas competências nos ámbitos de educação, cultura, política lingüística, meios de comunicação, saúde, juventude e esportes.